# Korusi
Korusi, jedno od Patwin plemena, porodice Copehan, naseljeno nekada na području okruga Colusa u Kaliforniji. Korusi su bili nekoć brojan narod koji su prema generalu Bidwellu (1849) imali selo s najmanje 1,000 stanovnika. Prema Powersu, Korusi su pričali da je na početku svijeta samo kornjača plivala u beskonačnom oceanu. Tada je zaronila i s dna donesla zemlju iz koje je stvoren svijet. Na mjestu njihovog sela Koru danas se nalazi grad Colusa.

## Vanjske poveznice
- o Korusima pod Native American History[neaktivna poveznica]